# Герб Еспіриту-Санту
Герб штату Еспіріту-Санту — геральдична емблема та один з офіційних символів бразильського штату Еспіріту-Санту.

## Історія
Чинний державний герб був заснований Декретом-законом 24 липня 1947 року і обов'язково друкується на всіх офіційних паперах державного уряду.

### Геральдичний опис
Його основні елементи та їх значення:
- Монастир Пенья: найбільша історична та релігійна пам'ятка в штаті. Пеньянська Богоматір — покровителька, захисниця Еспіриту-Санту;
- Кавова гілка (праворуч): символізує основний сільськогосподарський продукт Еспіриту-Санту (з 1850 р.);
- Гілка цукрової тростини (ліворуч): символізує основний сільськогосподарський продукт економіки штату в минулому (до 1850 року).
- 23 травня 1535: прибуття Васко Фернандеса Коутінью в Еспіриту-Санту та початок колонізації землі Еспіриту-Санту;
- 12 червня 1817: День страти в Баїї Домінгоса Хосе Мартінса, героя з Еспіриту-Санту, одного з лідерів Пернамбуканської революції, яка мала на меті незалежність Бразилії від Португалії;
- Три зірки (вгорі, внизу та ліворуч): символізують сусідні штати (Баїю, Ріо-де-Жанейро та Мінас-Жерайс).
- Рожевий і блакитний кольори походять від кольорів одягу зображення Пеньянської Богоматері, як згадувалося вище, святого покровителя штату.

## Історичні герби

### Емблема з 1892 року
Перша державна печатка була визнана офіційною відповідно до Закону № 2 від 11 червня 1892 року, який прийняв як емблему штату сузір'я південного хреста, оточене чотирма важливими датами подій історії штату та навколо слів «Estado do Espírito Santo».

### Герб 1909 року
Перший герб штату був заснований Указом № 456 від 7 вересня 1909 року, який описує його в статті 2:
|  | Цей щит представлений великою синьо-рожевою зіркою, в центрі якої зображено пейзаж, яким видно з міста Віторії з горами Морено та Пенья, де на задньому плані виділяється монастир Пеніїнської Богоматері, оточений двома концентричними колами, в проміжному просторі яких розміщено написи: "Праця і довіра" - "Штат Еспіріту-Санту". Велика зірка оточена ліроподібно двома гілками кави та тростини, з'єднаними в кінці стрічкою, на якій маємо дати - 23 травня 1535 року - 2 травня 1892 року, а навколо всього цього набору - три менші зірки, що символізують штати, які межують з Еспіріту-Санту. |

Візуально подібний до нинішнього герба, що відрізняється лише датами, нанесеними на стручку, а саме:
- 23 травня 1535: прибуття Васко Фернандеса Коутінью в Еспіриту-Санту та початок колонізації землі Еспіриту-Санту;
- 2 травня 1892: 1-ша політична конституція федеративного штату Еспіриту-Санту

З Конституцією Бразилії 1937 року державні та муніципальні символи були скасовані, герб більше не використовувався, доки він не був відновлений через десятиліття.